# Can Sipahi
Can Sipahi (* 20. Januar 1988 in Istanbul) ist ein türkischer Schauspieler.

## Leben und Karriere
Can Sipahi wurde am 20. Januar 1988 in Istanbul geboren. Er studierte an der Sabancı-Universität. Danach setzte er sein Studium an der Bahçeşehir Üniversitesi fort. Sein Debüt gab er 2009 in Ah Kalbim. Danach bekam er 2010 eine Rolle in der Fernsehserie Öğretmen Kemal.
Von 2013 bis 2014 war er in der Serie İntikam zu sehen. Zwischen 2015 und 2016 wurde Sipahi für die Serie Aşk Yeniden gecastet. 2017 trat er in Payitaht Abdülhamid auf. Seit 2023 spielt er in der Serie Şebeke die Hauptrolle.

## Filmografie (Auswahl)
- 2009: Ah Kalbim
- 2010: Öğretmen Kemal
- 2011: Yıldız Masalı
- 2013–2014: İntikam
- 2014: Güneşi Beklerken
- 2014: Beni Böyle Sev
- 2015–2016: Aşk Yeniden
- 2017: Payitaht Abdülhamid
- seit 2023: Şebeke